# Roseburia zhanii
Roseburia zhanii es una especie de bacteria del género Roseburia. Fue descrita en el año 2022. Su etimología hace referencia al actor chino Zhan Xiao, por inspirar con su serie al investigador durante la identificación bacteriana. Es anaerobia estricta y móvil por flagelación perítrica, con forma de bacilo. Tiene un tamaño de 0,9-1,5 μm de ancho por 2,5-5,9 μm de largo. Temperatura óptima de crecimiento de 37 °C. Tiene un contenido de G+C de 41%. Se ha aislado de heces humanas. 